# ریک لچ
 ریک لچ (انگلیسی: Rick Leach؛ زاده ۲۸ دسامبر ۱۹۶۴) یک تنیس‌باز اهل ایالات متحده آمریکا است.